# Вертинська Лідія Володимирівна
Лідія Володимирівна Вертинська, до шлюбу Ціргвава (14 квітня 1923, Харбін, за іншими даними: Париж — 31 грудня 2013, Москва) — радянська і російська акторка, художниця.
У 1942 році одружилася зі співаком Олександром Вертинським. З 1943 року — в СРСР. В 1955 закінчила художній інститут ім. В. Сурикова. Надалі працювала на поліграфічному комбінаті як професійна художниця.
Авторка книги «Синій птах любові».
Мати акторок Анастасії і Маріанни Вертинських.

## Фільмографія
- 1952 — «Садко» — Фенікс
- 1957 — «Дон Кіхот» — герцогиня
- 1957 — «Нові пригоди Кота в чоботях» — молода чаклунка
- 1958 — «Киянка» (2-а серія) — фрау Марта, адміністратор у телеграфному агентстві
- 1963 — «Королівство кривих дзеркал» — Анідаг